# Бутби, Дора
Дора Бутби (англ. Dora Boothby), полное имя Пенелопа Дора Харви Бутби (англ. Penelope Dora Harvey Boothby), после замужества — Дора Гин (англ. Dora Geen; 2 августа 1881, Финчли, Мидлсекс, Англия — 22 февраля 1970, Хаммерсмит, Лондон, Англия) — британская теннисистка, чемпионка Уимблдонского турнира в одиночном разряде (1909) и женском парном разряде (1913), серебряный призёр Олимпийских игр 1908 года в Лондоне.

## Биография
Дора Бутби родилась 2 августа 1881 года в Финчли, расположенном в графстве Мидлсекс недалеко от Лондона. Она и её старшая сестра Гертруда жили у приёмных родителей Гарри и Гертруды Пенн (англ. Harry and Gertrude Penn).
В 1904 году Дора Бутби приняла участие в своём первом Уимблдонском турнире, где она выбыла во втором раунде. В 1905 году Бутби дошла до четвертьфинала, в котором она проиграла Бланш Бингли-Гильярд со счётом 3-6, 2-6. В 1906 и 1907 годах Бутби выбывала в первом раунде, а в 1908 году дошла до полуфинала, где проиграла будущей победительнице этого турнира — своей соотечественнице Шарлотте Купер-Стерри 2-6, 4-6.
В июле 1908 года Дора Бутби приняла участие в женском одиночном турнире теннисных соревнований летних Олимпийских игр, которые состоялись в Лондоне. Перед началом турнира несколько теннисисток снялись с соревнований, так что в результате в турнире принимали участие только британские спортсменки. Из-за отказа других спортсменок от игры Доре Бутби не пришлось играть ни в четвертьфинале, ни в полуфинале. Финальный матч состоялся 11 июля 1908 года, и в нём Дора Бутби проиграла в двух сетах своей соотечественнице Доротее Ламберт-Чамберс, получив в результате серебряную олимпийскую медаль.
Свою первую (и единственную в одиночном разряде) победу на Уимблдонском турнире Дора Бутби одержала в 1909 году, когда ей было почти 28 лет. В финале соревнования претенденток она со счётом 6-4, 4-6, 8-6 обыграла свою соотечественницу Агату Мортон. По правилам того времени, победительница финала среди претенденток должна была играть матч за чемпионский титул («челлендж-раунд») с прошлогодней победительницей турнира Доротеей Ламберт-Чамберс, но она отказалась от защиты титула, так что Бутби была объявлена чемпионкой.
В 1910 году Дора Бутби защищала своё чемпионское звание в матче «челлендж-раунда», в котором она встречалась с Доротеей Ламберт-Чамберс, победившей в соревновании претенденток. Бутби проиграла этот матч со счётом 2-6, 2-6, и в результате Доротея Ламберт-Чамберс вернула себе чемпионский титул.
Через год, на Уимблдонском турнире 1911 года, Дора Бутби выиграла турнир претенденток, победив в финале Эдит Ханнам со счётом 6-2, 7-5. Тем не менее, прошлогодней победительнице Доротее Ламберт-Чамберс удалось отстоять свой титул в матче «челлендж-раунда», в котором она разгромила Дору Бутби со счётом 6-0, 6-0, причём этот матч продолжался всего 25 минут.
На Уимблдонском турнире 1912 года Дора Бутби выбыла из соревнований в одиночном разряде в третьем раунде, а в 1913 году — во втором раунде. Тем не менее, в Уимблдонском турнире 1913 года Доре Бутби сопутствовал успех в женском парном разряде, где она выступала в паре с британкой Уинифред Макнейр. В финале они встретились со своими соотечественницами Шарлоттой Купер-Стерри и Доротеей Ламберт-Чамберс, которые при счёте 6-4, 4-2 в их пользу не смогли продолжить борьбу, в результате чего Бутби и Макнейр стали чемпионками. На этом же турнире Бутби выступала и в смешанном парном разряде, играя вместе с Альбертом Пребблом, но они выбыли из соревнований в третьем раунде, проиграв Джеймсу Сесилу Парку и Этели Ларкомб.
В начале лета 1914 года Дора Бутби вышла замуж за Артура Гина (по другим данным — Грина). В Уимблдонском турнире 1914 года Дора Бутби не участвовала, а в течение последующих четырёх лет, с 1915 по 1918 год, Уимблдонский турнир не проводился из-за Первой мировой войны.
После войны Дора Бутби (выступая уже под фамилией Гин) приняла участие ещё в нескольких Уимблдонских турнирах, но без особых успехов. В одиночном разряде турниров 1919 и 1920 годов она проиграла во втором раунде, а в турнире 1921 года — в третьем раунде. В смешанном парном разряде, выступая в 1920—1922 годах вместе с Альбертом Пребблом, они тоже дальше второго раунда не проходили. В женском парном разряде турниров 1919 и 1921 годов она не участвовала, а в турнире 1920 года, выступая вместе с Маргарет Маккейн, они проиграли во втором раунде. И только на своём последнем Уимблдонском турнире 1922 года, где Дора Бутби-Гин участвовала только в парных соревнованиях, ей в паре с Уинифред Макнейр удалось дойти до полуфинала, где они проиграли будущим чемпионкам — француженке Сюзанн Ленглен и американке Элизабет Райан.
Дора Бутби-Гин скончалась 22 февраля 1970 года в Хаммерсмите (Лондон, Англия) в возрасте 88 лет.

## Выступления на турнирах

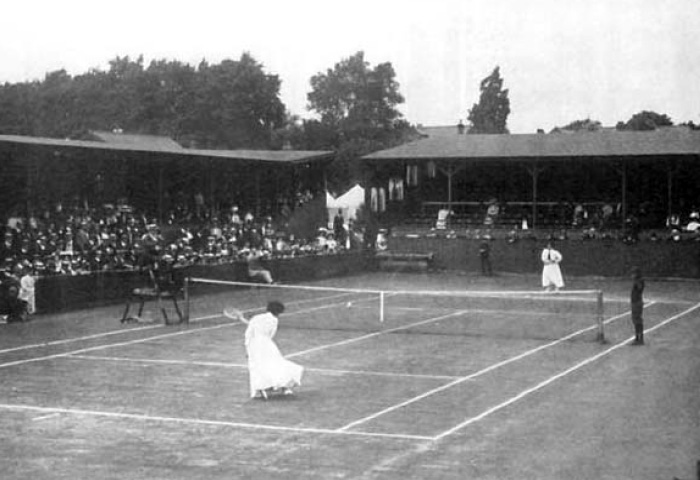
Финал Олимпийских игр 1908 года: Доротея Ламберт-Чамберс против Доры Бутби

### Финалы Уимблдонского турнира

#### Одиночный разряд: 3 финала (1 победа — 2 поражения)
| Результат | №  | Год  | Турнир   | Соперница               | Счёт          |
| Победа    | 1. | 1909 | Уимблдон | Агата Мортон            | 6-4, 4-6, 8-6 |
| Поражение | 1. | 1910 | Уимблдон | Доротея Ламберт-Чамберс | 2-6, 2-6      |
| Поражение | 2. | 1911 | Уимблдон | Доротея Ламберт-Чамберс | 0-6, 0-6      |

#### Парный разряд: 1 финал (1 победа)
| Результат | №  | Год  | Турнир   | Партнёрша        | Соперницы                              | Счёт             |
| Победа    | 1. | 1913 | Уимблдон | Уинифред Макнейр | Шарлотта Купер Доротея Ламберт-Чамберс | 4-6, 2-4 — отказ |

### Олимпийские игры: 1 финал (1 поражение)
| Результат | №  | Год                              | Турнир                 | Соперница               | Счёт     |
| Поражение | 1. | 1908 (турнир на открытых кортах) | Лондон, Великобритания | Доротея Ламберт-Чамберс | 1-6, 5-7 |